# 考諾薩基列斯足球會
考諾薩基列斯足球會是立陶宛考那斯的一家足球俱樂部。球隊目前參加立陶宛足球超級聯賽的賽事。
俱乐部成立于2004年，当时的名字为FM Spyris Kaunas。2015年时该俱乐部成为扎尔吉里斯篮球俱乐部的足球分部，并把主场移至Darius and Girėnas Stadium（现今在改造中，临时的主场为SM Tauras Stadium）。在甲级联赛的首个赛季之后，俱乐部在2016年改名为现今的名字。

## 外部連結
- 官方网站 （立陶宛文）